# Miguel Albuquerque

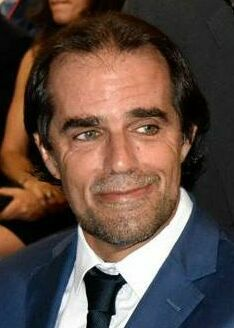
Miguel Albuquerque, 2017

Miguel Filipe Machado de Albuquerque (* 4. Mai 1961 in Funchal) ist ein portugiesischer Politiker der PSD und Schriftsteller. Seit April 2015 ist er der Präsident der Autonomen Region Madeira.
Albuquerques Großvater mütterlicherseits, Francisco Ernesto Machado, nahm als Leutnant im April 1931 am Aufstand von Madeira gegen die Ditadura Nacional unter Óscar Carmona teil. Sein Vater stammte von den Azoren. Er selbst wuchs in Madeiras Hauptstadt Funchal auf und wurde mit 15 Jahren Madeira-Meister im Kraulschwimmen. Nach dem Jurastudium, das er mit Licenciatura abschloss, praktizierte er von 1986 bis 1993 als Rechtsanwalt, vor allem für Straf- und Familienrecht. Nachdem er 1986 noch Wahlkampf für den Sozialisten Mário Soares gemacht hatte, war Albuquerque von 1990 bis 1992 war er Vorsitzender der Juventude Social Democrata, Jugendorganisation der PSD, auf Madeira.
Als Autor hat Miguel Albuquerque in verschiedenen Zeitungen und Zeitschriften Werke zum Thema Völkerrecht und Verfassungsrecht veröffentlicht, insbesondere im Hinblick auf die Probleme der lokalen Regionalregierungen in Portugal. Er war von 1994 bis 2013 Bürgermeister (Präsident der Câmara municipal) von Funchal und Mitglied des Vorstands des Nationalen Verbandes Portugiesischen Gemeinden (Associação Nacional dos Municípios Portugueses). Als leidenschaftlicher Gärtner ist er auch ein Mitglied der Royal National Rose Society, der World Federation of Rose Societies und der American Rose Society.
Im Jahre 2012 versuchte Miguel Albuquerque dem Vorsitzenden der PSD Madeira, Alberto João Jardim, die Führung des Regionalverbands der Partei streitig zu machen, verlor jedoch in einer internen Abstimmung der Partei am 2. November 2012. 2014 kandidierte er wieder für die Präsidentschaft der Partei und besiegte Manuel António Correia am 29. Dezember 2014.
Am 29. März 2015 gewann Miguel Albuquerque für die PSD/Madeira die Regionalwahlen der Autonomen Region Madeira mit der absoluten Mehrheit (44,33 % der Stimmen). Somit wurde er auch zum Nachfolger des bisherigen Regionalpräsidenten Alberto João Jardim bestimmt.
Im Januar 2024 wurde gegen ihn Anklage wegen angeblicher aktiver und passiver Bestechung, Vorenthaltung, Annahme oder Angebot ungerechtfertigter Vorteile, Amtsmissbrauch und Einflussnahme erhoben. Der Bürgermeister von Funchal, Pedro Calado, und zwei Geschäftsleute wurden in demselben Fall festgenommen. Er weigerte sich jedoch, seinen Rücktritt als Präsident der Regionalregierung einzureichen.

## Veröffentlichungen
- Oktober 1996 – Buch: “Funchal Sobre A Cidade”  – Sammlung von Artikeln
- Februar 1999 – Buch: “Espelho Múltiplo” – Politik und Moderne
- November 2006 – Buch “Roseiras Antigas de Jardim”
- Februar 2010 – Buch  “Crónicas dum Lugar-Comum”

## Belege
1. ↑  Emanuel Silva: Quem é Miguel Albuquerque? In: Sol, 29. März 2015.
2. ↑  Miguel Albuquerque, Partido Social Demo rata, abgerufen am 10. März 2024.
3. ↑  PSD Madeira vence com maioria absoluta, Rádio Renascença, am 30. März 2015 (pt)
4. ↑  El presidente de Madeira dice que no dimitirá pese a ser sospechoso formal por corrupción. 25. Januar 2024, abgerufen am 26. Januar 2024 (spanisch).

| Personendaten    | Personendaten                                              |
| ---------------- | ---------------------------------------------------------- |
| NAME             | Albuquerque, Miguel                                        |
| ALTERNATIVNAMEN  | Albuquerque, Miguel Filipe Machado de (vollständiger Name) |
| KURZBESCHREIBUNG | portugiesischer Politiker                                  |
| GEBURTSDATUM     | 4. Mai 1961                                                |
| GEBURTSORT       | Funchal, Madeira                                           |